# Anthony Veiller
Anthony Veiller (New York, 23 giugno 1903 – Los Angeles, 27 giugno 1965) è stato uno sceneggiatore e produttore cinematografico statunitense.
Figlio dell'attrice caratterista Margaret Wycherly e dello scrittore Bayard Veiller, scrisse la sua prima sceneggiatura nel 1934 per il film The Witching Hour di Henry Hathaway, di cui fu anche produttore. 
Nella sua carriera di sceneggiatore ha ricevuto due nomination all'Oscar, per Palcoscenico di Gregory La Cava (1938) e I gangsters di Robert Siodmak (1946). Tra gli altri suoi titoli come sceneggiatore, ricordiamo Lo straniero di Orson Welles (1946), Moulin Rouge (1952) e La notte dell'iguana (1964), entrambi di John Huston.
Come produttore ha finanziato Sabbie rosse (1951) di Anthony Mann e Lo stato dell'Unione (1948) di Frank Capra.
Nel 1943 ha anche partecipato alla regia dei documentari Why We Fight (t.l. Perché combattiamo) sull'entrata in guerra degli USA.
È morto di cancro il 27 giugno 1965 a Los Angeles.

## Filmografia

### Sceneggiatore
- Jalna, regia di John Cromwell (1935)
- Il fantino di Kent (The Ex-Mrs. Bradford), regia di Stephen Roberts (1936)
- Gunga Din, regia di George Stevens - contributi, non accreditato (1939)
- Lasciateci vivere!  (Let Us Live), regia di John Brahm (1939)

### Produttore
- Assalto al cielo (Chain Lightning), regia di Stuart Heisler (1950)